# Enterprise (Kansas)
Enterprise é uma cidade localizada no estado americano de Kansas, no Condado de Dickinson.

## Demografia
Segundo o censo americano de 2000, a sua população era de 836 habitantes.
Em 2006, foi estimada uma população de 815, um decréscimo de 21 (-2.5%).

## Geografia
De acordo com o United States Census Bureau tem uma área de
1,7 km², dos quais 1,7 km² cobertos por terra e 0,0 km² cobertos por água.

## Localidades na vizinhança
O diagrama seguinte representa as localidades num raio de 24 km ao redor de Enterprise.